# Rhagium inquisitor
Rhagium inquisitor је инсект из реда тврдокрилаца (Coleoptera) и фамилије стрижибуба (Cerambycidae). Припада подфамилији Lepturinae.

## Распрострањење и станиште
Настањује готово цео Холарктик. У Србији није баш честа, претежно се среће на планинама. 

## Опис
Rhagium inquisitor је дуг 10—21 mm. Глава и груди су обрасли густим сивим длачицама, покрилца су црвенкастосива са по три уздужна ребра са црним мрљама и по две црне, неправилне попречне штрафте. Антене су кратке.

## Биологија
Ларва се развија две године у угинулим стаблима четинарског, али и листопадног дрвећа. Одрасле примерке је лакше наћи на биљки домаћину него на цвећу. Одрасли инсекти се могу наћи од априла до јула.